# 茨城県の図書館一覧
茨城県の図書館一覧（いばらきけんのとしょかんいちらん）は、茨城県にある図書館・図書室を市部・郡部別にまとめたものである

## 市部

### 水戸市
- 茨城県立図書館
- 水戸市立図書館
  - 水戸市立中央図書館
  - 水戸市立東部図書館
  - 水戸市立西部図書館
  - 水戸市立見和図書館
  - 水戸市立常澄図書館
  - 水戸市立内原図書館
- 茨城大学図書館
- 常磐大学情報メディアセンター
- 水戸短期大学図書館
- 茨城県立図書館
- 茨城県教育図書館・情報センター
- 茨城県立点字図書館
- 佐川文庫

### 日立市
- 日立市立図書館
  - 日立市立記念図書館
  - 日立市立多賀図書館
  - 日立市立十王図書館
  - 日立市立南部図書館
- 茨城大学図書館工学部分館
- 茨城キリスト教大学図書館

### 土浦市
- 土浦市立図書館
- つくば国際大学図書館
- つくば国際短期大学図書館

### 古河市
- 古河市図書館
  - 古河市三和図書館
  - 古河市古河図書館

### 石岡市
- 石岡市立中央図書館

### 結城市
- ゆうき図書館

### 龍ケ崎市
- 龍ケ崎市立中央図書館
- 流通経済大学図書館

### 下妻市
- 下妻市立図書館

### 常総市
- 常総市立図書館

### 常陸太田市
- 常陸太田市立図書館

### 高萩市
- 高萩市立図書館

### 北茨城市
- 北茨城市立図書館

### 笠間市
- 笠間市立図書館
  - 笠間市立笠間図書館
  - 笠間市立友部図書館
  - 笠間市立岩間図書館

### 取手市
- 取手市立図書館
  - 取手市立取手図書館
  - 取手市立ふじしろ図書館
  - 公民館図書室（戸頭、永山、寺原、小文間）・ゆうあいプラザ図書室
- 東京芸術大学附属図書館取手校地図書館分室

### 牛久市
- 牛久市立中央図書館
  - 牛久市立中央図書館エスカード分館

### つくば市
- つくば市立中央図書館
- 筑波大学附属図書館
  - 筑波大学附属図書館中央図書館
  - 筑波大学附属図書館体育・芸術図書館
  - 筑波大学附属図書館情報学図書館
  - 筑波大学附属図書館医学図書館
- 筑波学院大学附属図書館
- 筑波技術大学附属図書館
  - 筑波技術大学視覚障害系図書館
  - 筑波技術大学聴覚障害系図書館

### ひたちなか市
- ひたちなか市立図書館
  - ひたちなか市立中央図書館
    - ひたちなか市立中央図書館津田分室

  - ひたちなか市立那珂湊図書館
  - ひたちなか市立佐野図書館

### 鹿嶋市
- 鹿嶋市立中央図書館
  - 大野分館

### 潮来市
- 潮来市立図書館

### 守谷市
- 守谷中央図書館

### 常陸大宮市
- 常陸大宮市立図書情報館
- 山方地域センター図書室
- 美和地域センター図書室
- 緒川地域センター図書室
- 御前山地域センター図書室

### 那珂市
- 茨城女子短期大学図書館
- 那珂市立図書館

### 筑西市
- 筑西市立図書館
  - 筑西市立中央図書館
  - 筑西市立明野図書館
  - 関城分館
  - 協和分館

### 坂東市
- 坂東市立図書館
  - 坂東市立岩井図書館
  - 坂東市立猿島図書館

### 稲敷市
- 稲敷市立図書館

### かすみがうら市
- かすみがうら市立図書館
  - かすみがうら市立図書館千代田分館

### 桜川市
- 桜川市立図書館
- 桜川市立岩瀬中央公民館図書室
- 桜川市立真壁図書館
- 桜川市立大和中央公民館図書室

### 神栖市
- 神栖市立図書館
  - 神栖市立中央図書館
  - 神栖市立うずも図書館

### 行方市
- 行方市立図書館

### 鉾田市
- 鉾田市立図書館

### つくばみらい市
- つくばみらい市立図書館
  - つくばみらい市立図書館小絹分館

### 小美玉市
- 小美玉市立図書館
  - 小美玉市立小川図書館
  - 小美玉市立玉里図書館
  - 美野里公民館図書館

## 郡部

### 東茨城郡
茨城町
- 茨城町立図書館
- ダイナム茨城イオンタウン水戸南図書館

城里町
- 城里町立桂図書館
- コミュニティセンター城里図書室

### 那珂郡
東海村
- 東海村立図書館

### 稲敷郡
阿見町
- 阿見町立図書館
- 茨城大学図書館農学部分館
- 茨城県立医療大学附属図書館

### 結城郡
八千代町
- 八千代町立図書館

### 北相馬郡
利根町
- 利根町図書館